# Pascuala Rosado
Pascuala Rosado (1954-1996) foi uma líder comunitária peruana do distrito de Huaycán. Ela foi morta por Sendero Luminoso, em 1996.  Ela havia retornado a pouco tempo ao Peru depois de ter passado vários anos no exterior em decorrência de ameaças de morte.  Pascuala foi o primeiro alvo do Sendero Luminoso, em 1992, depois que o presidente Alberto Fujimori visitou Huaycán para celebrar a formação de uma nova força civil anticrime. Na época, Rosado era a mais alta funcionária eleita de Huaycán. 